# بوصير بترائي
البوصير البترائي (باللاتينية: Verbascum petrae) نوع نباتي يتبع جنس البوصير من الفصيلة الغدبية.

## الموئل والانتشار
موطنه بلاد الشام.